# 홍주 이씨
홍주 이씨(洪州李氏)는 충청남도 홍성군을 관향으로 하는 한국의 성씨이다.

## 역사
홍주이씨(洪州李氏)의 시조 이유성(李維城)은 고려 시대 대장군(大將軍)을 지낸 이간(李幹)의 아들이다. 그는 고려 의종·명종·신종·희종 대에 걸쳐 활동하였는데, 서경부유수(西京副留守)와 정당문학(政當文學)을 거쳐 찬성사(贊成事)에 올랐다.
이유성의 4대손인 이연수(李延壽)는 고려 고종 3년 요(遼)의 침입 때 도지병마사(都知兵馬事)가 되어 이를 격퇴하였다. 또한 문하시랑(門下侍郞) 동중서문하평장사(同中書文下平章事)와 판리부사(判吏部事)를 거쳐 문하시중(門下侍中)에까지 올랐다.
9세손인 이기종(李起宗)이 내시연경궁제학(內侍延慶宮提學)을 지내고 홍양부원군(洪陽府院君)에 봉해졌는데, 이러한 연유로 후손들은 본관을 홍주로 삼아 세계를 이어왔다.
이기종의 아들 이서(李舒, 1332년 ~ 1410년)가 조선 개국공신 3등에 책록되어 안평군(安平君)에 봉해지고, 1400년 태종이 즉위하자 문하시랑찬성사에 이어 우정승으로 부원군(府院君)에 봉해졌다.

## 본관
홍주(洪州)는 충청남도 홍성군(洪城郡)에 속해 있는 지명으로 백제시대 사시량현(沙尸良縣)이었다가 757년(신라 정종 16)에 신평현(新平縣)으로 개칭하였다. 995년(고려 성종 14)에는 운주(運州)로 개편하여 도단련사(都團練使)를 파견하였다가 1012년(현종 3) 도단련사를 폐지하고 지주사(知州事)를 둔 후 홍주(洪州)로 개칭하였다. 1356년(공민왕 5)에 홍주목(洪州牧)으로 승격하였다. 1914년 결성군(結城郡) 일원과 병합한 홍성군으로 개편되었다.

## 분파
- 공간공파(恭簡公派)
- 해풍군파(海豊君派) - 문간공(文簡公) 이서(李舒)의 손자이자 장손인 13세 사손(似孫)이 해풍군이며, 그 자손들은 평양 근처에 정착하였다. 족보에는 문간공의 묘 앞에서 30보 떨어진 곳에 해풍군의 지석이 있다고 기록되어 있으나, 현재는 유실된 것으로 보인다. 평양 근처 강동(江東)의 자손들은 족보를 유지해왔으나, 그밖의 자산파(慈山派)는 21세를 끝으로 족보에 기록이 없고 외성파(外城派)는 그보다도 먼저 기록이 중지되었다.
- 목사공파(牧使公派)
- 매성공파(梅城公派)
- 도사공파(都事公派)
- 야옹공파(野翁公派)

## 집성촌
- 개성시 개풍구역 청교면 광답리
- 충청남도 서천군 종천면
- 충청남도 홍성군
- 평안남도 강동군
- 남포시 강서구역
- 충청북도 충주시

## 인구
- 1985년 2,866가구 11,435명
- 2000년 4,733가구 14,897명